# 黃偉哲
黃偉哲（1963年9月26日—），中華民國政治人物，民主進步黨籍，現任臺南市市長，曾長期擔任臺南市第二選舉區立法委員。出生於臺北市，畢業於國立臺灣大學農業推廣系，並擁有耶鲁大学公共衛生和哈佛大学公共行政碩士學位。

## 早年
黃偉哲出生於臺北市，其家庭長期支持黨外運動，政治立場泛綠。父親黃輝煌（2022年歿）與母親蘇秋霞育有五名子女，黃偉哲排行老大。妹妹黃智賢為統派政治評論員；戰略學者蘇紫雲為從母姓的弟弟；黃重諺為其堂兄弟。蘇紫雲曾透露手足間不因為政治立場歧異而起衝突。
黃偉哲就學於臺北市私立靜心國民中學。原就讀高雄市立前鎮高級中學，後受到妹妹黃智賢考上臺北市立第一女子高級中學刺激，重考進入臺北市立建國高級中學。畢業於國立臺灣大學農業推廣系後留學美国，先後取得耶鲁大学公共衛生碩士、哈佛大学公共行政碩士學位（2001年）。

## 從政生涯
黃偉哲早年曾任立法委員盧修一、戴振耀、葉菊蘭、李慶雄、洪奇昌聯合辦公室助理、立法委員陳定南、葉菊蘭國會助理、臺灣省議員鄭國忠競選總部執行秘書、立法委員蘇煥智、省議員鄭國忠聯合服務處副主任。
1996至2000年擔任國民大會代表，任內曾任民進黨國大黨團外交事務委員會主委。任職期間，扣除服務處開銷陸續捐薪，購買一部防疫車捐給臺南縣政府、一部救護車給署立新營醫院。期間曾任陳唐山縣長競選總部執行總幹事。
陳水扁競選總統時，曾任台南縣競選總部財務長、全國競選指揮中心組織群副主任。曾任行政院顧問、行政院農業委員會專門委員。2002至2005年間擔任台南縣議員。

## 立法委員

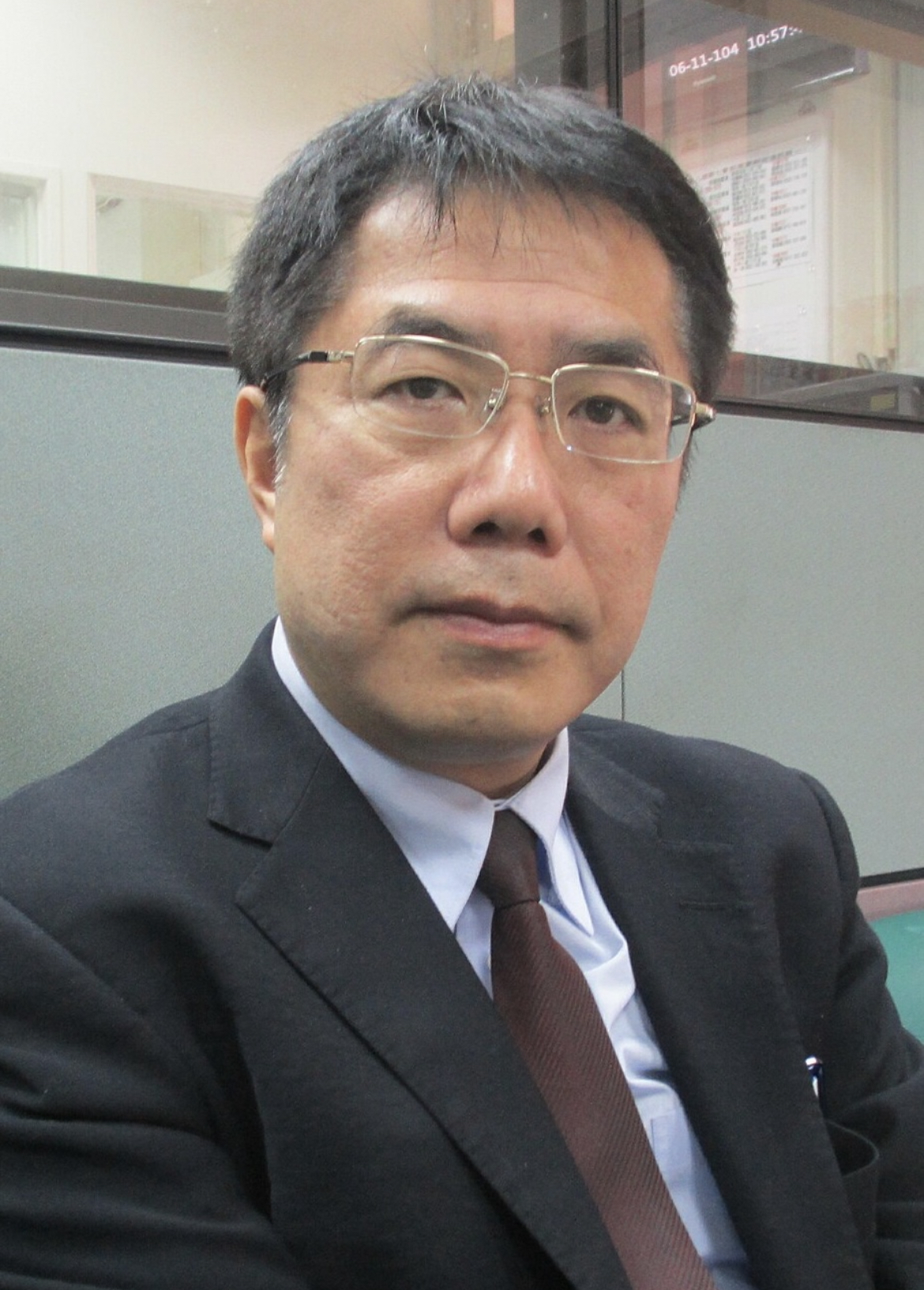
立法委員任內的黃偉哲（攝於2015年）

黃偉哲2005年當選臺南縣選區立法委員。2008年、2012年均以全台南縣市最高票當選連任；2016年四連霸立法委員，得票率是當屆全台立委候選人最高者以及台灣本島第一個自行宣布當選的候選人。在任立委十多年間，黃偉哲奪下公民監督國會聯盟17次評鑑為優秀立委的紀錄。
2010年7月8日，立法院召開臨時會審查《海峽兩岸經濟合作架構協議》時，民進黨立委包圍主席台並爆發藍綠衝突，黃偉哲扯下議會計時器丟出，導致國民黨立委吳育昇眉頭流血，因而轉送臺大醫院縫合八針，民進黨立委第一時間則指控吳育昇造假；黃偉哲隨後公開向吳育昇致歉，並向社會大眾致上歉意，吳育昇堅持提告，法院判決拘役55日，得易科罰金定讞。
2014年底起，黃偉哲每逢選舉就會出現不利他的指控，更多次被網絡謠言抹黑，包括在2018年民進黨初選時，三次流出他拿走助理便當、拿走競選對手咖啡及剪綵完拿走對手白手套的謠言。其後，網絡上曾多次影射他與「大創案」、「爐渣案」等有關。
黃偉哲遭爆料，2年前為爭奪遠東SOGO百貨經營權李恒隆透過召開公聽會、利用立委質詢等方式向經濟部施壓，根據偵訊筆錄內容，李恒隆接受調查官偵訊時坦承2012年他曾給黃偉哲100萬元，黃也因此出席經濟部會議；另外時任立委許忠信也證實，黃偉哲等人當時也曾邀集經濟部官員到立法院開會，黃偉哲還掛名此會議的召集人。此事爆發後，便引來黃士修質疑臺北地檢署對調查局這段筆錄故意視而不見，竟未循線查辦。
2021年底，PTT有貼文指控他是學運線民「A143」，其後台南市警四分局指出貼文在菲律賓發出。2022年1月，促轉會指出《鏡週刊》的報導失實，黃偉哲亦早於2020年到促轉會接受訪談，對其是否和情治人員接觸、提供情資、領取津貼一事，進行檔案核實。

## 臺南市市長
2018年地方選舉以38%得票率當選臺南市市長；2022年地方選舉以48%得票率連任。
臺南市議員謝龍介2022年6月下旬指稱黃偉哲身邊的律師陳文禹以市長名義向靈骨塔業者索賄，7月7日再偕同當事人李瑞祥召開記者會，強調黃偉哲以該名律師為中間人索賄。當事業者及當事律師皆以書面反駁；臺南市政府民政局則指其指涉的納骨塔申請案仍處於訴願階段，批評李之舉動為「企圖混淆輿論視聽」；黃偉哲痛批此為抹黑的選舉手段，指李的描述充斥個人詮釋推論，並揚言提告誹謗。李瑞祥遭指控詐欺，並一度坦承冤枉黃偉哲。9月20日謝龍介再度於議會質詢中提及此事。陳文禹控告謝龍介侵害名譽，2023年2月台北地院以其非指述對象且言論並未逾越合理範圍，判其敗訴。

### 南鐵東移
臺南市區鐵路地下化計畫又稱南鐵東移案，在反台南鐵路東移自救會抗爭中，於2020年10月13日強制拆除3戶拒遷戶後，黃偉哲在10月14日深夜於 Facebook 貼文「心碎平交道 2011-2020年，台南市鐵路平交道事故共造成1384人死傷，這是1384個家庭的傷痕。感謝您支持鐵路地下化工程，讓臺南人真正永保安康。」隨即引起民眾不滿，遭到執政、在野黨多人共同抨擊，南鐵青年在同一時間用相同的標語貼文「2011-2020年台南市道路交通事故共造成316,128人死傷。這是316,128個家庭的傷痕。感謝您支持台南市道路地下化工程，讓台南人真正永保安康。」諷刺市政府拆房後還牽拖死者。時代力量臺南黨部辦公室主任洪國峰批評：「黃偉哲在強拆後發這樣的貼文，想影射被拆遷戶阻擋城市進步的意味不言可喻。」國民黨中常委高思博表示「不只拆你房子，還要想盡辦法讓自己好像站在道德制高點。」民進黨副秘書長林飛帆貼文：「我明白多數市民等待此建設的心情，我自己也是台南人。但我相信大多數市民也會認同，九年來拆遷戶所面臨的恐懼和焦慮，乃至犧牲他們的家園，這應該要得到最大的同理和尊敬。」黃偉哲於15日凌晨3點緊急刪文致歉，當日出席臺南車站120週年紀念活動開幕，遭到國立成功大學零貳社及學生突擊月台現場抗議。

## 選舉紀錄
| 年度 | 選舉屆數               | 選舉區           | 所屬政黨   | 得票數  | 得票率 | 當選標記 | 備註 |
| ---- | ---------------------- | ---------------- | ---------- | ------- | ------ | -------- | ---- |
| 1996 | 第三屆國民大會代表選舉 | 臺南縣第一選舉區 | 民主進步黨 | 45,810  | 17.05% |          |      |
| 2002 | 第十五屆臺南縣議員選舉 | 臺南縣第十選舉區 | 民主進步黨 | 5,290   | 6.73%  |          |      |
| 2004 | 第六屆立法委員選舉     | 臺南縣選舉區     | 民主進步黨 | 43,505  | 8.56%  |          |      |
| 2008 | 第七屆立法委員選舉     | 臺南縣第二選舉區 | 民主進步黨 | 95,061  | 59.17% |          |      |
| 2012 | 第八屆立法委員選舉     | 臺南市第二選舉區 | 民主進步黨 | 144,399 | 68.08% |          |      |
| 2016 | 第九屆立法委員選舉     | 臺南市第二選舉區 | 民主進步黨 | 146,414 | 76.47% |          |      |
| 2018 | 第三屆臺南市市長選舉   | 臺南市           | 民主進步黨 | 367,518 | 38.02% |          |      |
| 2022 | 第四屆臺南市市長選舉   | 臺南市           | 民主進步黨 | 433,684 | 48.80% |          |      |

## 外部連結
- 黃偉哲的Facebook專頁
- YouTube上的黃偉哲頻道
- 黃偉哲台南市長競選官網
- 民主進步黨政策委員會. . 財團法人臺灣大地文教基金會. 2013年4月27日  [2017年3月15日]. （原始内容存档于2020年7月17日） （中文（臺灣））.

| 中華民國政府職務                   | 中華民國政府職務                       | 中華民國政府職務 |
| ---------------------------------- | -------------------------------------- | ---------------- |
| 臺南市政府                         |                                        |                  |
| 前任： 李孟諺（代理） 正任：賴清德 | 臺南市市長 第三、四屆 2018年12月25日－ | 現任             |